# Museu da Revolução Coreana
O Museu da Revolução Coreana (em coreano: 조선혁명박물관; hanja: 朝鮮革命博物館) é um museu de história localizado no centro de Pyongyang, Coreia do Norte. Foi fundado em 1 de agosto de 1948 e abriga uma grande exposição de itens relacionados a Kim Il-sung e ao movimento revolucionário coreano. Está situado atrás do Grande Monumento da Colina Mansu e fica ao lado da Assembleia Mansudae, sede da Assembleia Popular Suprema, a legislatura norte-coreana. Foi inaugurado por ocasião do 60º aniversário de Kim Il-sung.
O Museu da Revolução Coreana abrange o período entre 1860 e os dias atuais, incluindo a resistência anti-japonesa, a Guerra da Coreia e o período da construção socialista. Possui 90 salas com itens relacionados a Kim Il-sung e seus associados, reunificação coreana, diáspora coreana e várias batalhas históricas. Desde a sua criação, teve 27 milhões de visitantes da Coreia do Norte e do exterior. Com 240 000 metros quadrados, é também uma das maiores estruturas do mundo. No entanto, sua principal função é documentar a morte de Kim Il-sung (incluindo um filme de extraordinária reação do público a ele) e a sucessão de Kim Jong-il durante a turbulenta década de 1990. O diretor do museu é um veterano da 88ª brigada do Exército Vermelho da Frente do Extremo Oriente, Hwang Sung-hee, que atingiu 100 anos de idade na primavera de 2019 e se tornou o último veterano vivo do Exército Vermelho que vive na Coreia do Norte. O museu passou por grandes reformas, que foram concluídas em 2017.

## Descrição e localização
O museu está localizado na Colina Mansudae e o mural na parede dele é o fundo de um dos símbolos mais conhecidos da Coreia do Norte - o enorme monumento aos comandantes Kim Il-sung e Kim Jong-il. O mural em mosaico (70x12,85 m) feito de granito natural, representando a Montanha Baekdu, um dos símbolos da Coreia do Norte. Segundo dados oficiais da Coreia do Norte, Kim Jong-il nasceu no local. Contra o fundo desta imagem estão as estátuas de bronze de Kim Il-sung, e Kim Jong-il. A primeira estátua, com 20 metros de altura, foi erguida por ocasião do 60º aniversário de Kim Il-sung e aberta no dia da abertura do museu. A estátua de Kim Jong-il foi erguida após sua morte em 2012.
Nos dois lados das estátuas, em frente ao museu, há grupos esculturais feitos de granito vermelho. O primeiro grupo escultórico de 119 figuras com uma faixa de granito vermelho, localizada ao lado da mão levantada do líder, é dedicado à luta revolucionária contra os invasores japoneses. A segunda, de 109 figuras com as bandeiras vermelhas de granito da RPDC e do PTC e com os slogans "Viva o general Kim Il-sung!" e "Vamos expulsar os Imperialistas dos EUA e Reunir Nossa Pátria!", elogiando a construção do socialismo na Coreia do Norte. Também atrás do segundo grupo escultórico há uma estátua do globo com 6 figuras que simbolizam a revolução mundial e a luta anti-imperialista. O primeiro grupo escultórico retrata soldados - os heróis da Revolução Coreana, o segundo - trabalhadores, camponeses, intelectuais, heróis do trabalho, além de coreanos comuns: crianças, mães, idosos.

## Galeria

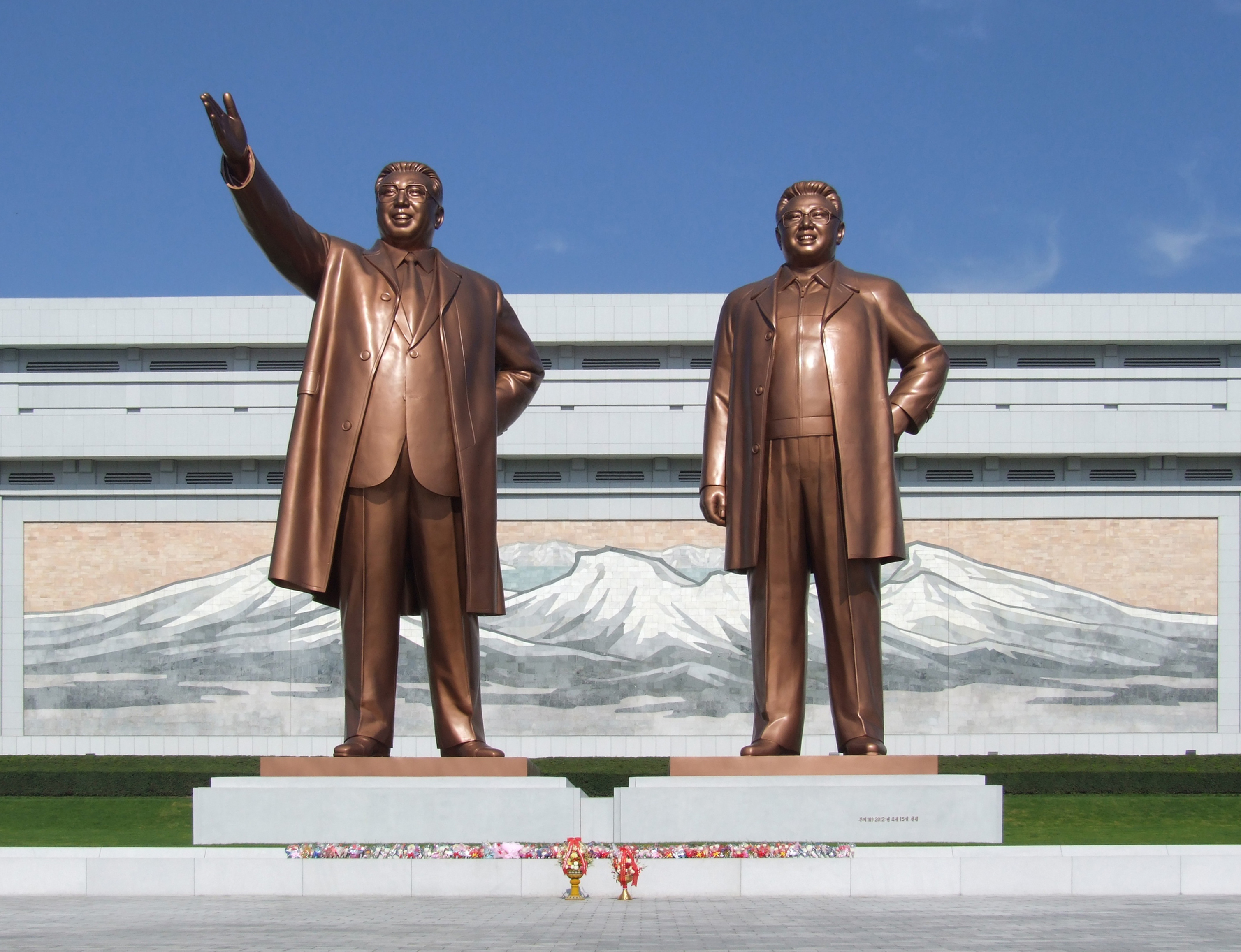
Estátua dos líderes com o museu ao fundo e o mosaico da Montanha Baekdu na parede do mesmo
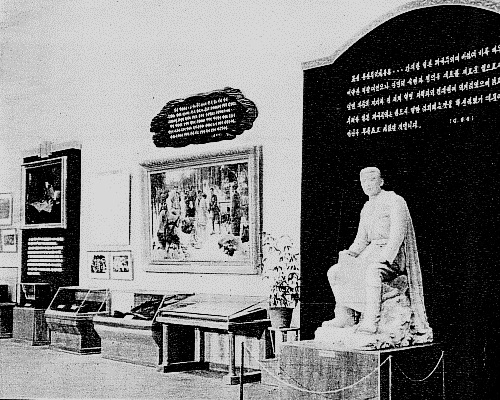
Interior do museu c. 1960
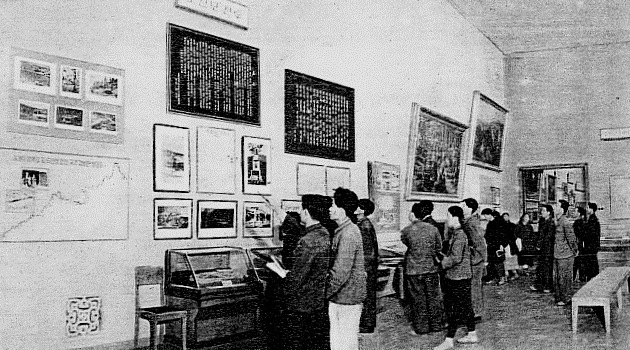
Interior